# Wrocławski Klub Sportowy Śląsk Wrocław 2010-2011
Questa voce raccoglie le informazioni riguardanti il Wrocławski Klub Sportowy Śląsk Wrocław nelle competizioni ufficiali della stagione 2010-2011.

## Rosa
| N. |                                 | Ruolo | Calciatore         |
| -- | ------------------------------- | ----- | ------------------ |
| 1  | Polonia (bandiera)              | P     | Krzysztof Żukowski |
| 2  | Polonia (bandiera)              | D     | Krzysztof Wołczek  |
| 3  | Polonia (bandiera)              | D     | Piotr Celeban      |
| 4  | Bosnia ed Erzegovina (bandiera) | D     | Amir Spahić        |
| 5  | Polonia (bandiera)              | C     | Waldemar Sobota    |
| 6  | Polonia (bandiera)              | A     | Tomasz Szewczuk    |
| 7  | Polonia (bandiera)              | C     | Sebastian Dudek    |
| 8  | Polonia (bandiera)              | C     | Łukasz Madej       |
| 9  | Polonia (bandiera)              | A     | Marek Gancarczyk   |
| 10 | Polonia (bandiera)              | C     | Mateusz Cetnarski  |
| 11 | Polonia (bandiera)              | C     | Sebastian Mila     |

| N. |                        | Ruolo | Calciatore              |
| -- | ---------------------- | ----- | ----------------------- |
| 16 | Polonia (bandiera)     | D     | Przemysław Szuszkiewicz |
| 17 | Polonia (bandiera)     | D     | Mariusz Pawelec         |
| 18 | Paesi Bassi (bandiera) | A     | Johan Voskamp           |
| 19 | Polonia (bandiera)     | C     | Dariusz Sztylka         |
| 20 | Polonia (bandiera)     | C     | Piotr Ćwielong          |
| 21 | Argentina (bandiera)   | D     | Cristián Omar Díaz      |
| 23 | Polonia (bandiera)     | D     | Jarosław Fojut          |
| 24 | Polonia (bandiera)     | C     | Tadeusz Socha           |
| 25 | Slovacchia (bandiera)  | P     | Marián Kelemen          |
| 26 | Polonia (bandiera)     | C     | Przemysław Kaźmierczak  |
| 29 | Slovenia (bandiera)    | C     | Rok Elsner              |